# Daniel Vasella
Daniel Lucius Vasella (* 15. srpna 1953 Freiburg im Üechtland) je švýcarský manažer. Mezi lety 1996 a 2010 byl CEO ve společnosti Novartis. Ve stejné firmě zastával také funkci předsedy správní rady (mezi lety 1999 a 2013).

## Život
Ve školních letech byl Daniel Vasella aktivní v marxisticko-leninském spolku Cercle Gracchus (zřejmě pod vlivem rodičovské výchovy). Ve svých 13 letech ztratil svého otce, profesora dějepisu Oskara Vasellu. Jedna jeho sestra zemřela v 19 letech na rakovinu, druhá poté při nehodě. Vasella studoval a promoval na medicíně University v Bernu. Jeho přání stát se lékařem vzniklo již v raném dětství, když byl vážně nemocný a musel opakovaně jezdit na ozdravné kúry do horského prostředí. Po skončení studií pracoval v jedné bernské nemocnici, kde zastával funkci vedoucího lékaře. Studoval také management na Harvard Business School.
Roku 1978 si vzal Anne Laurence, neteř Marca Moreta, pozdějšího prezidenta tehdejší známé farmaceutické firmy Sandoz, sídlící v Basileji. Z tohoto manželství má dva syny a jednu dceru. V roce 1988 začal Vasella pracovat ve farmaceutickém průmyslu, konkrétně ve společnosti Sandoz. První 4 roky v Sandozu strávil v USA. Poté prožil rychlý kariérní vzestup a stal se šéfem farmaceutické divize společnosti Sandoz. Po fúzi Sandozu s Cibou-Geigy v roce 1996 byl Vasella zvolen generálním ředitelem nové firmy Novartis.
Po nástupu do funkce CEO nově vzniklého Novartisu zažíval nejprve několikaleté období, ve kterém se celá firma potýkala s finančními problémy a výrazně oslabovala. Přibližně od roku 2000 se firma dostala do dobré kondice a od té doby patří mezi farmaceutické korporace s nejvyšší mírou růstu.
Mezi klíčová rozhodnutí Vaselly, která učinil ve funkci generálního ředitele korporace, patří zejména výrazná podpora marketingu firmy, zřízení nového výzkumného centra ve městě Cambridge v USA, koupě německého generického koncernu Hexal v roce 2005, kompletní převzetí biotechnologické americké firmy Chiron v roce 2006 nebo dvoufázové (2008 a 2010/11) odkoupení společnosti Alcon, která se zabývá péčí o zrak, od švýcarské firmy Nestlé. V roce 2004 se také neúspěšně pokusil koupit společnost Aventis a následně také švýcarského konkurenta Novartisu, firmu Roche. Roche se mu sice převzít nepodařilo, přesto však dnes drží Novartis zhruba třetinu akcií a je z hlediska jejich počtu nejvýznamnějším akcionářem Roche. Z hlediska hlasovacích práv je na druhém místě po rodině Hoffmann-Oeri.
V době, kdy byl Vasella CEO a zároveň předsedou správní rady Novartisu, byl nejlépe placeným manažerem ve Švýcarsku a také jedním z nejlépe placených na světě. Jeho plat dosahoval až 42 miliónů švýcarských franků ročně. Stal se proto předmětem kritiky různých politických uskupení z levé části politického spektra i mnohých iniciativ. Jeho jmění odhadl v roce 2012 švýcarský časopis Bilanz na zhruba 150 miliónů franků.